# Línia d'Elna a Arles
La línia Elna-Arles és una antiga línia ferroviària de la Catalunya del Nord que cobria el recorregut Elna - Arles via el Voló. Posada en servei en els anys 1889 i 1898, com a línia de passatgers s'interrompé l'abril del 1939 i en l'actualitat (2010) només en resta operatiu el tram Elna-El Voló, que s'empra per al transport de mercaderies. Depèn del Réseau ferré de France i l'explota la Société nationale des chemins de fer français, SNCF. És de via única, per bé que hom parla de desdoblar el tram El Voló-Elna per integrar-lo en una línia de mercaderies d'alta intensitat.

## Apunts històrics
Una llei del 1875 prescrivia l'estudi d'una línia fèrria que remuntés la vall del Tec; al 1879 es proposà al Senat francès que la línia fos declarada d'utilitat pública. Finalment s'obrí en dues etapes, Elna-Ceret (1889) i Ceret-Arles (1898); a aquesta darrera població empalmaria el 1913 amb la línia d'amplada mètrica Arles-Prats de Molló. Va ser explotada per la Compagnie des Chemins de fer du Midi i, posteriorment, per la SNCF. Prestà servei de passatgers a la zona del Vallespir i donà sortida al mineral de ferro de les mines de Vetera (via l'estació d'Arles) i de Rapaloum, els Menerots, la Pinosa i Formentera (pels Banys). El servei de passatgers de la línia va ser suspès el maig del 1940, i el tram Els Banys i Palaldà-Arles va ser totalment abandonat acabada la Segona Guerra Mundial després de la terrible inundació de l'octubre del 1940.
L'aiguat del 1940, dels dies 17 al 20 d'octubre va comportar un gran nombre de pèrdues humanes i estralls materials. En aquesta línia, l'aigua s'endugué diversos trams de via però el fet més luctuós va ser quan una locomotora a vapor que explorava la via al sud d'Elna caigué al Tet en un pont en mal estat; els seus cinc passatgers (el maquinista, un mecànic i tres inspectors ferroviaris) moriren negats. Alguns mesos després hom recuperà la locomotora de l'aigua; transportada i netejada al dipòsit de Narbona, reprengué el servei posteriorment. El tram Els Banys i Palaldà-Arles va ser totalment abandonat després de la inundació. Romangué durant un temps, fins als anys 1972-1975, un trànsit de mineral de ferro que es carregava al túnel de l'entrada dels Banys. Posteriorment hom portava el mineral en camions a l'estació de Ceret, on es carregava als vagons mitjançant una cinta contínua. El tram Elna-El Voló, l'únic que s'ha seguit usant des de la construcció de la línia, va ser electrificat el 1982, alhora que es feia amb la gran línia 2 TER Llenguadoc Rosselló.
L'antiga estació de Brullà ha estat reutilitzada en l'hotel rural L'Ancienne Gare, bo i retenint molts dels trets i part de la decoració original. Entre el Voló i l'estació de Ceret, la via quasi no s'utilitza; hom ha parlat de restablir-hi el servei ferroviari pel 2020. Si més no el 2007 la línia tenia un petit servei de mercaderies en règim de maniobres entre El Voló i Sant Joan de Pladecorts.

### Romanalles del tram Ceret - Arles
Al municipi de Reiners es conserven quatre ponts sobre el riu Tec, un més a Ceret, i als Banys un altre. Romanen tres túnels: el Vilar (de 66 m.), Els Banys (de 180 m., i que l'ajuntament l'utilitza com a garatge municipal i dels bombers) i un de 115 m. a l'entrada d'Arles, població on encara es manté dempeus l'antiga estació. S'ha parlat de reutilitzar la plataforma fèrria com a via verda (cosa que ja es fa en un petit tram a Reiners) dins d'un pla ciclista global en l'ambit del Departament, tot i que alguns camins i carreteres aprofiten parcialment aquesta plataforma. També es conserven algunes de les estacions, tot i que transformades en habitatges particulars, com l'Estació del Vilar de Reiners.

## Fotografies

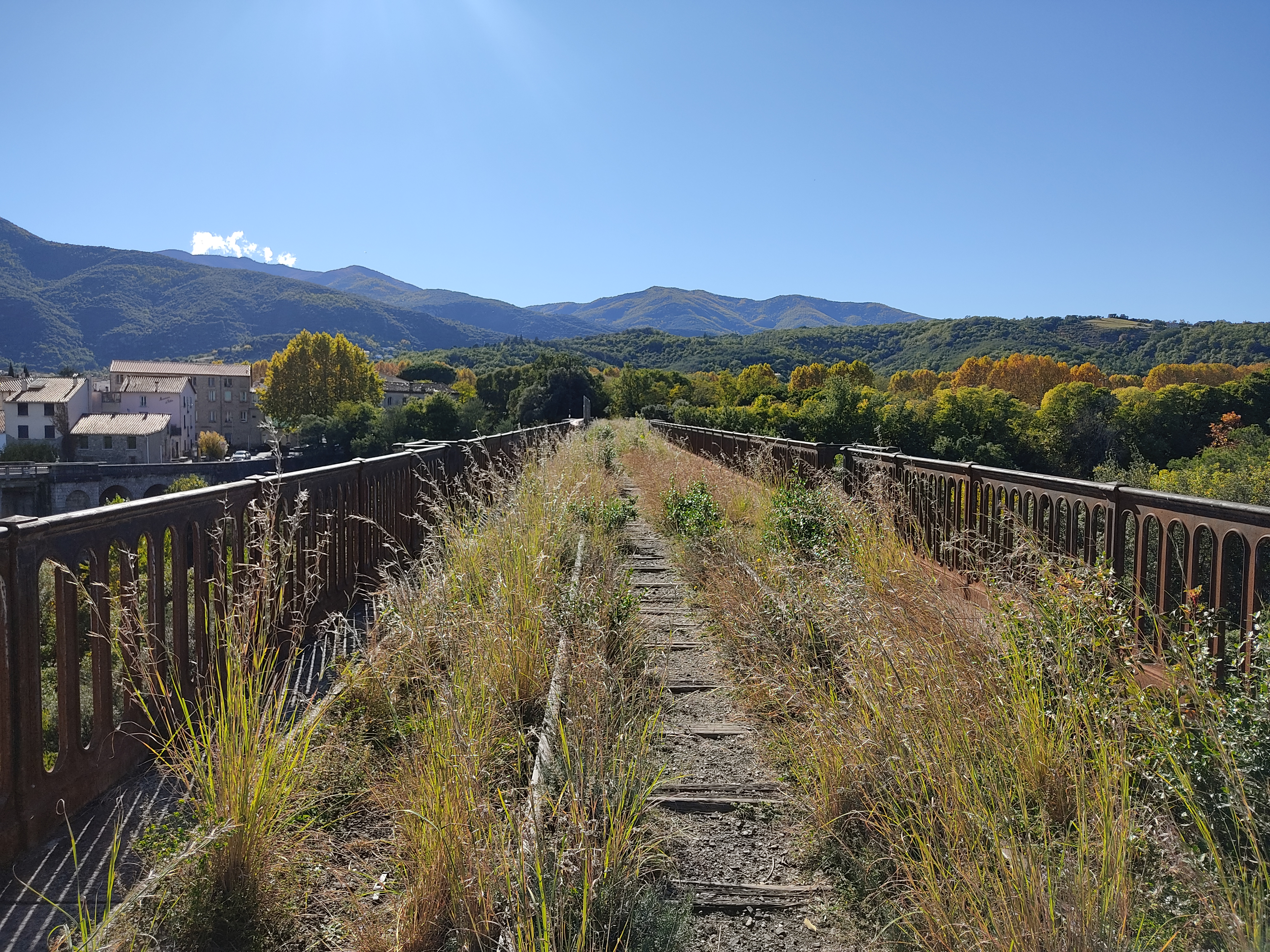
El viaducte de Ceret, envaït per la vegetació
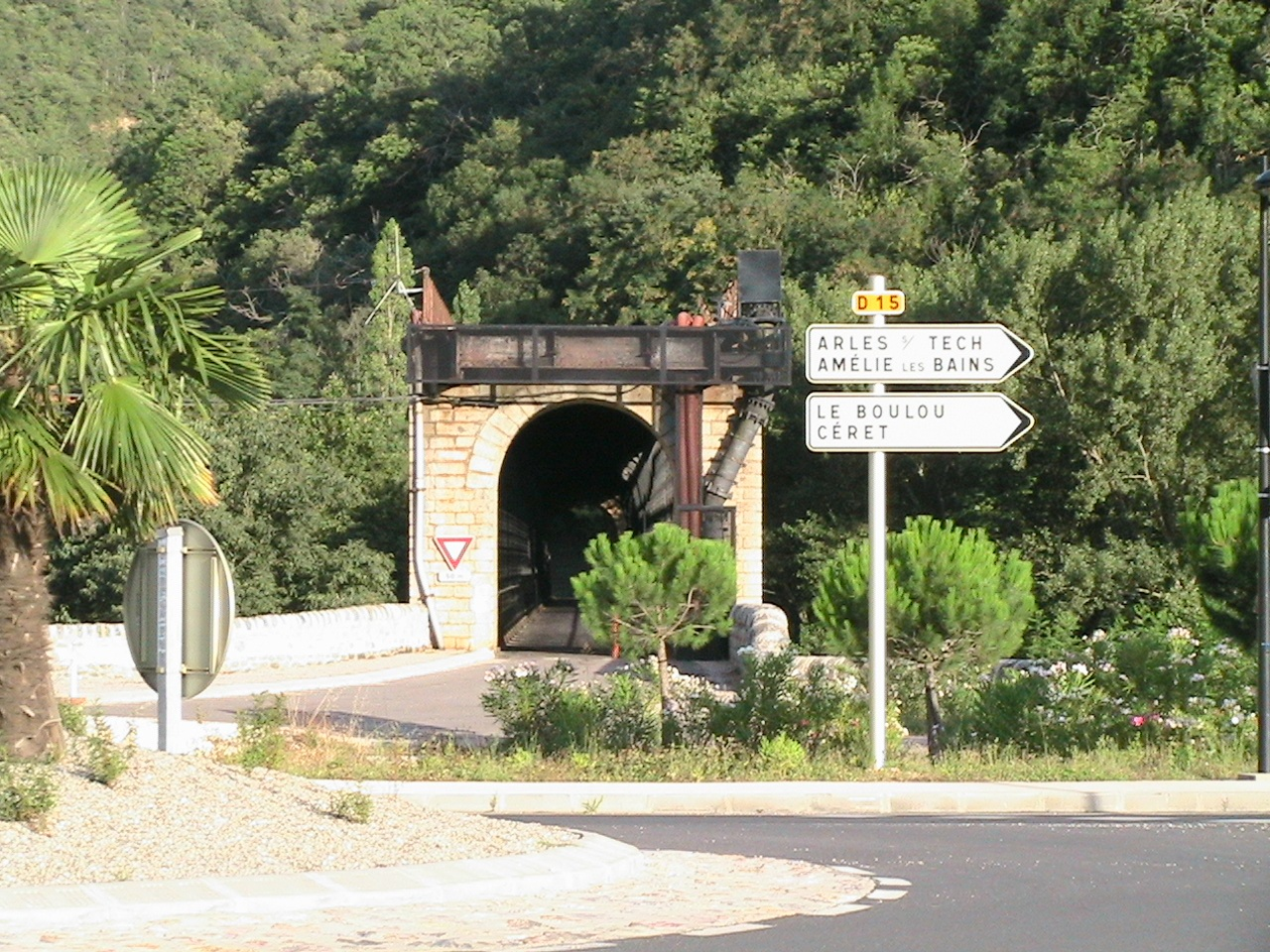
El pont de Reiners, sobre el Tec
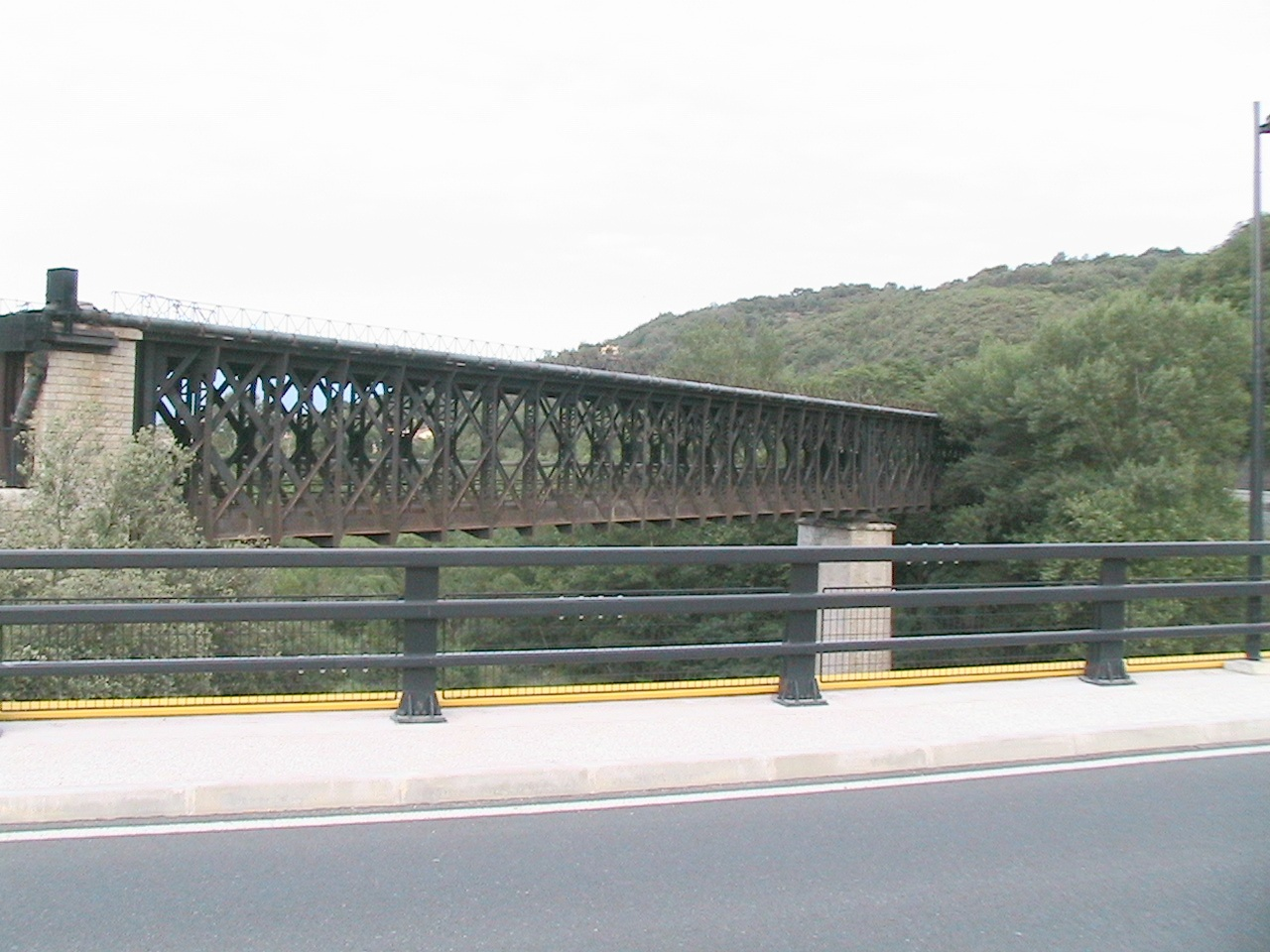
Panoràmica del pont de Reiners
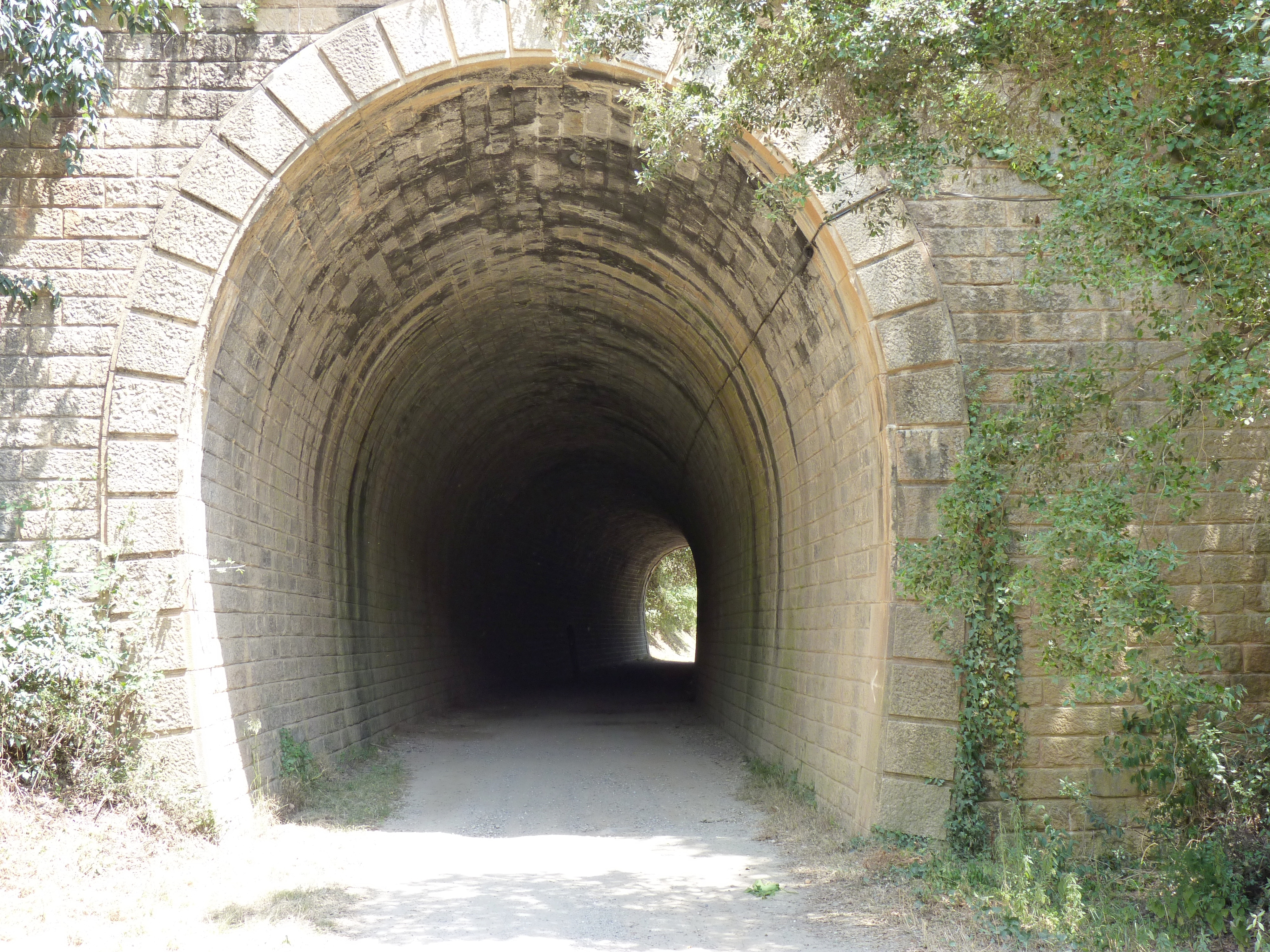
Entrada al túnel del Vilar de Reiners
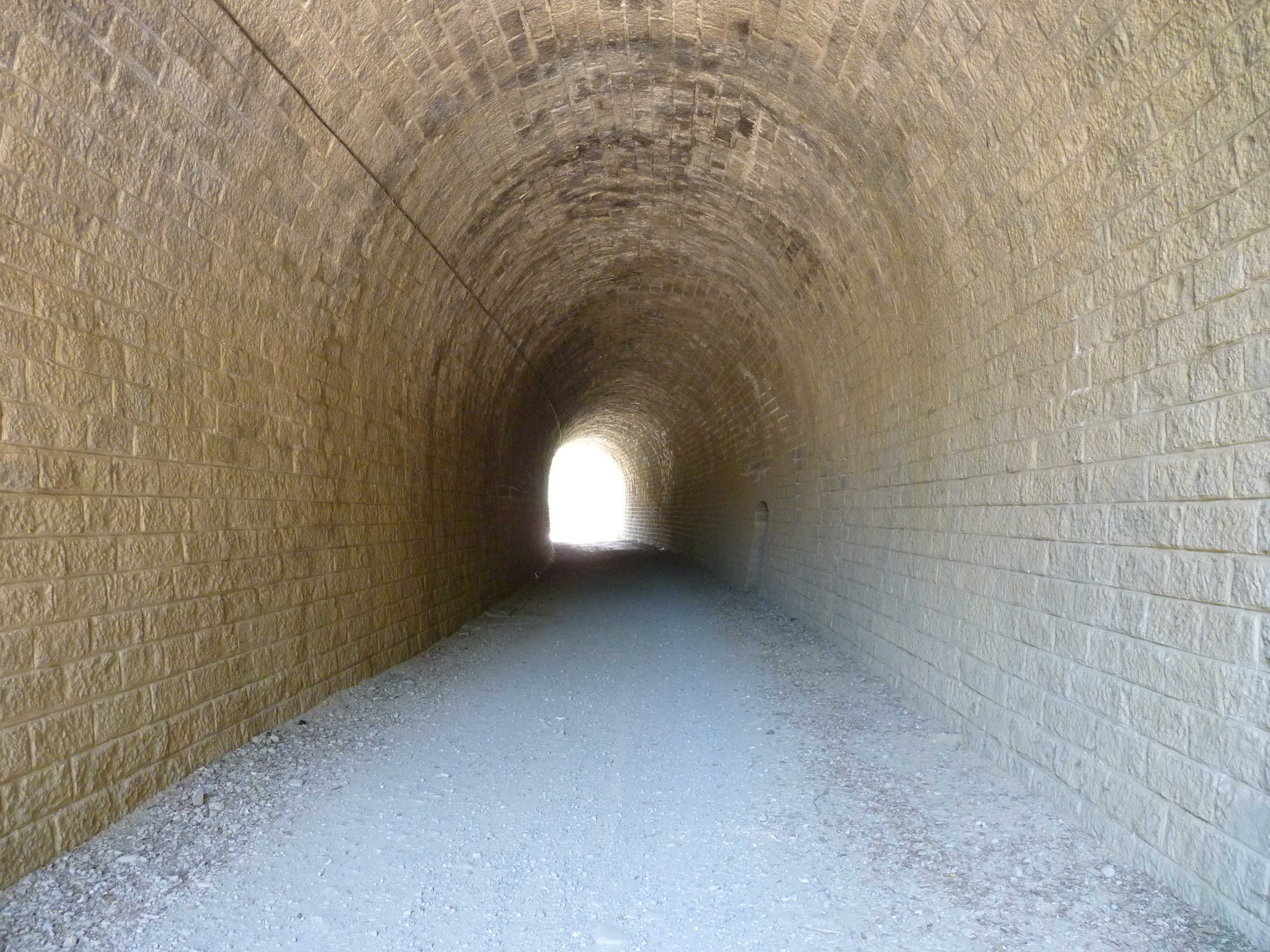
Interior del túnel del Vilar
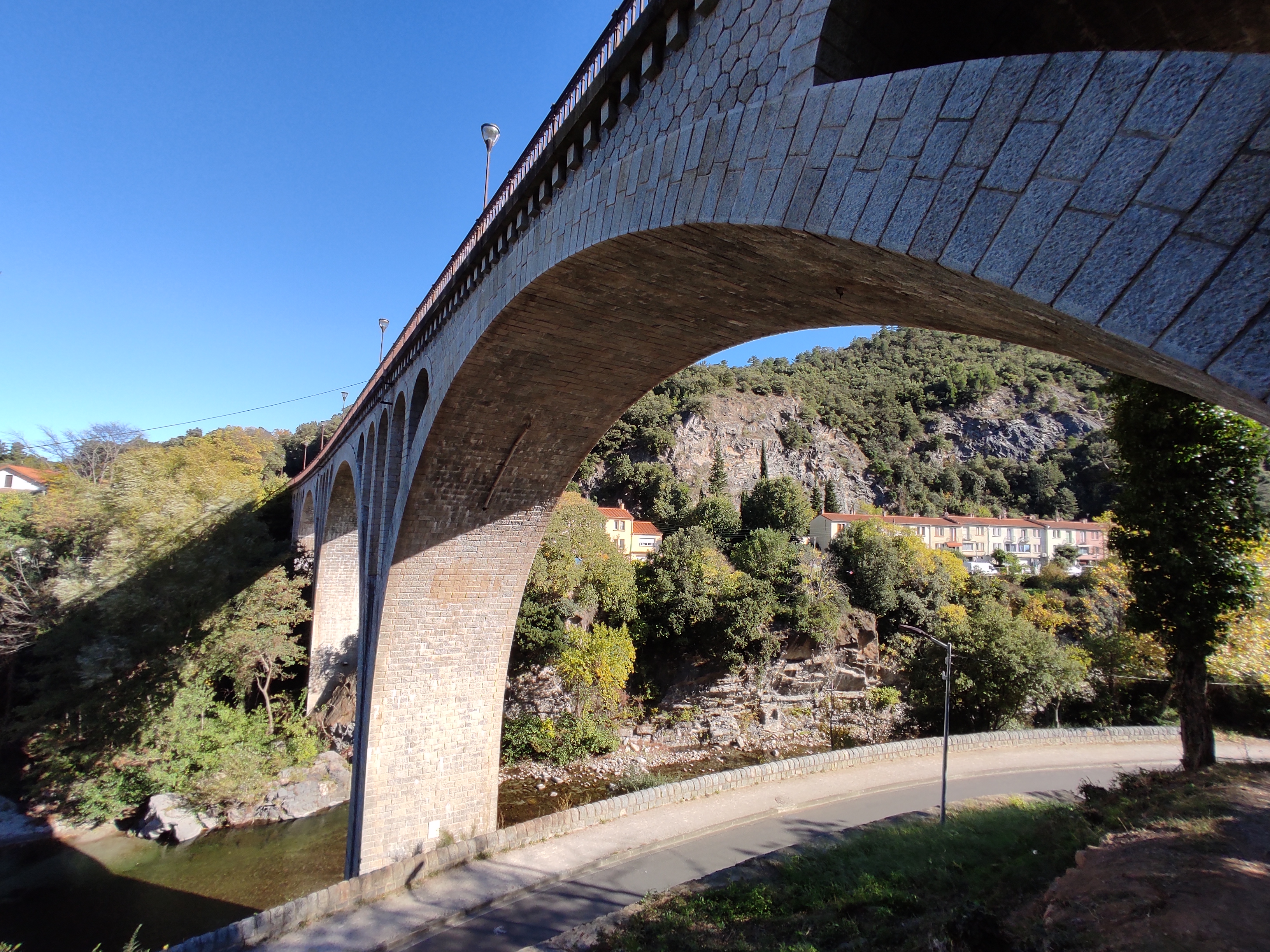
Vista des de sota del viaducte dels Banys
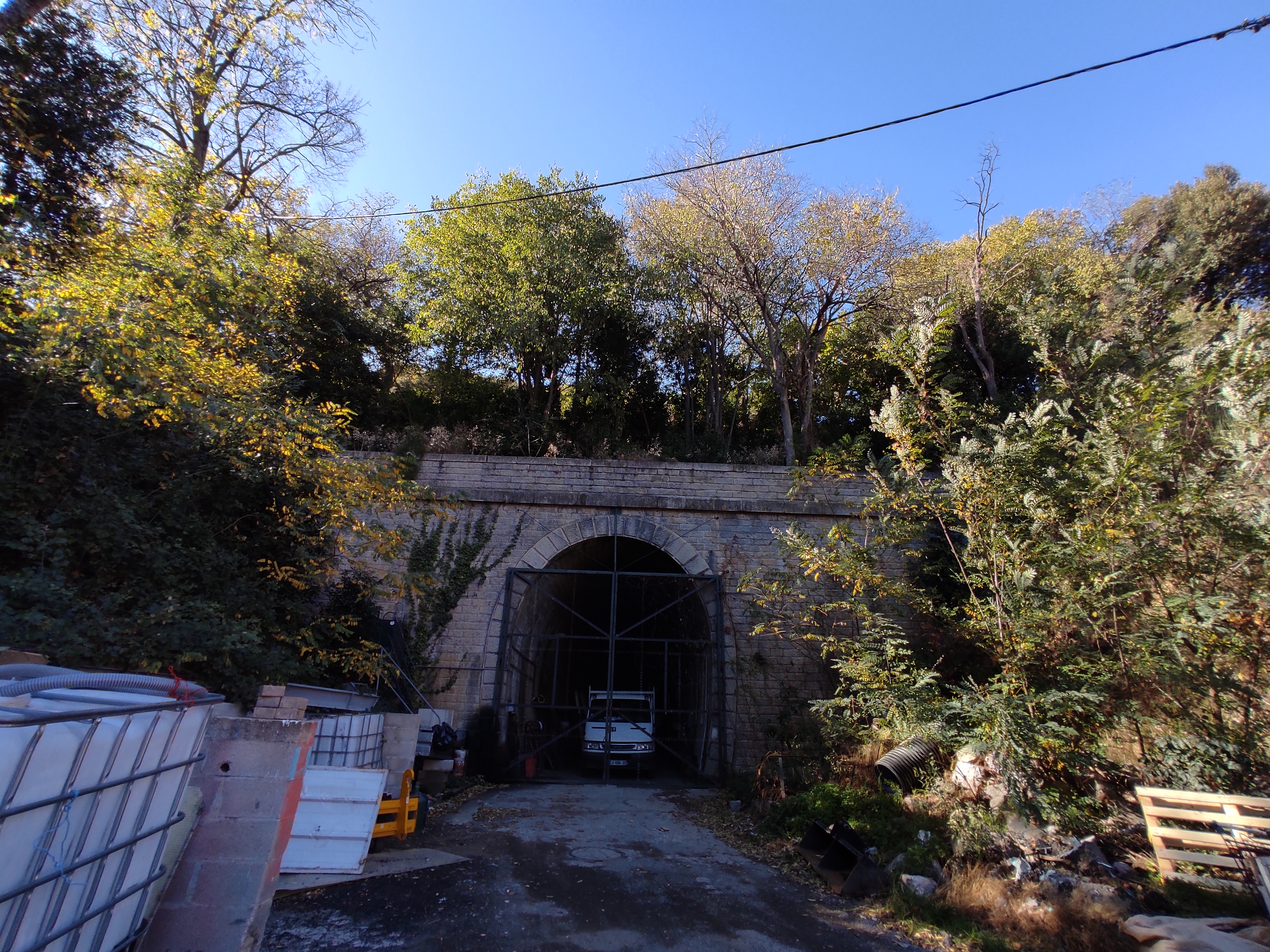
Boca est del túnel dels Banys
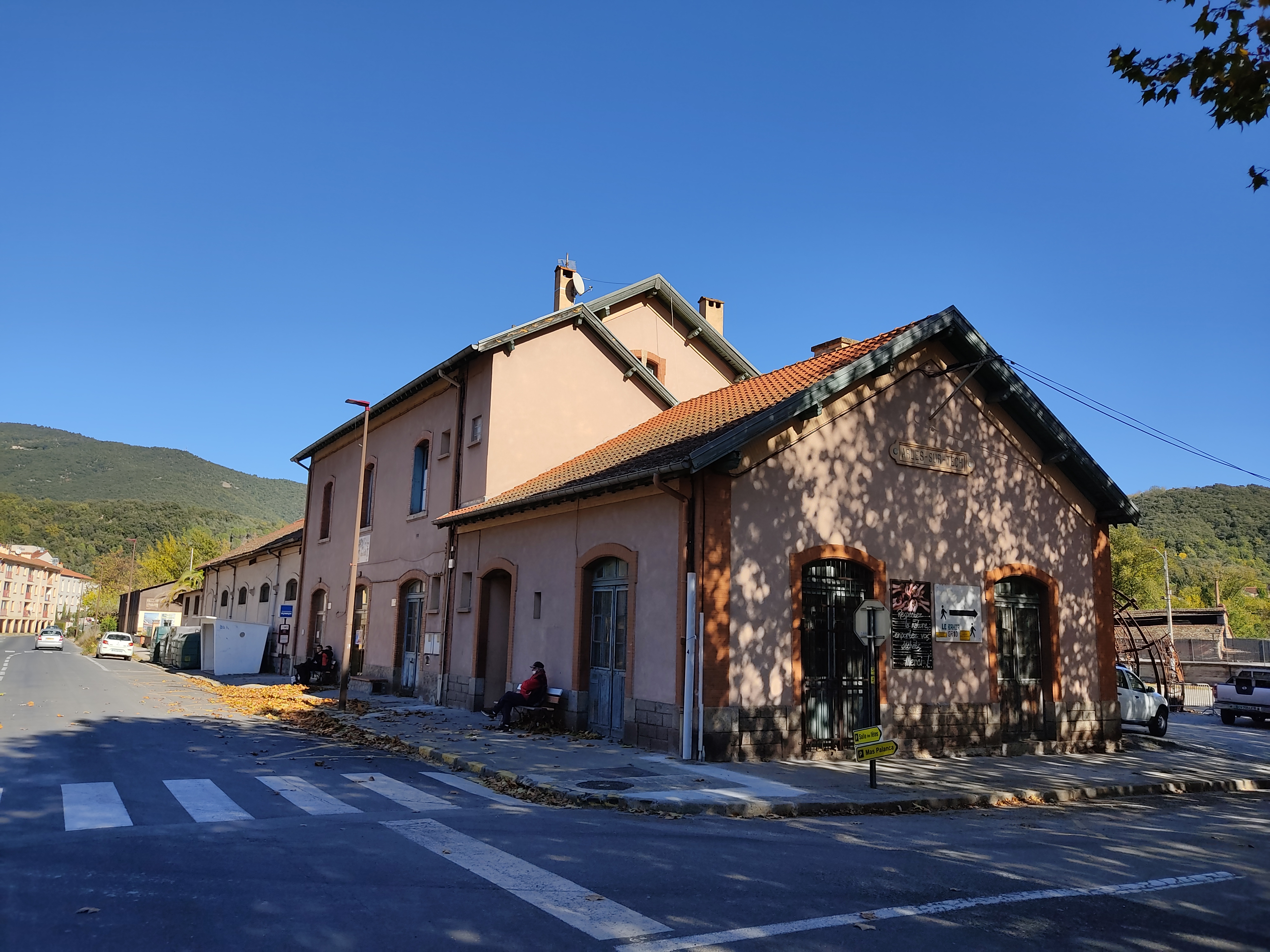
Edifici de l'antiga estació d'Arles